# Condado del Puente

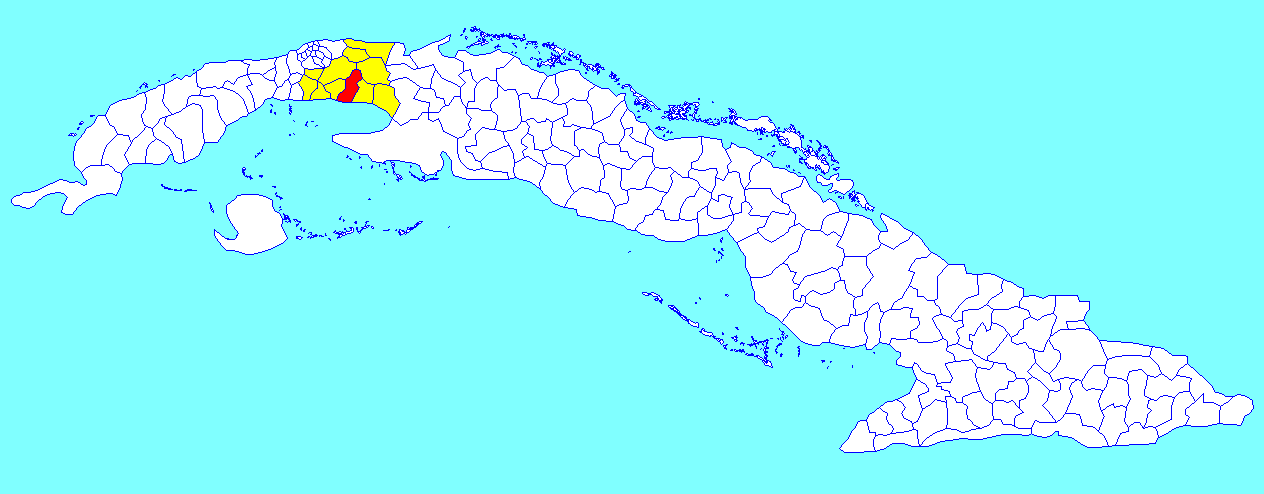
Ubicación de la localidad de Güines (en rojo) y de la provincia de Mayabeque (amarillo), en Cuba.

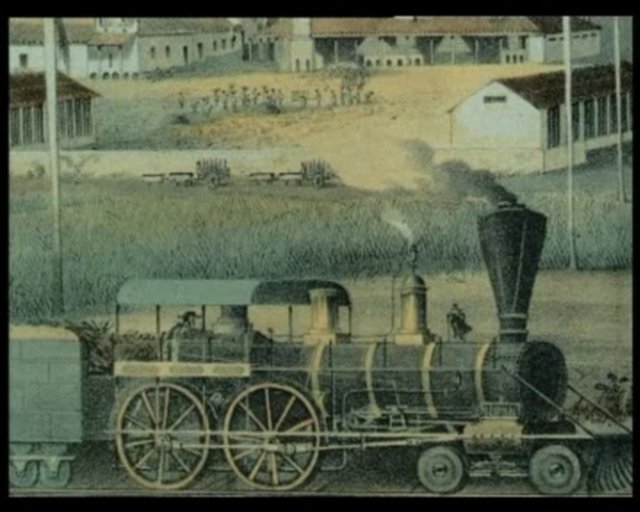
El conde del Puente impulsó la construcción del Ferrocarril La Habana-Güines (1837), primera línea férrea de Hispanoamérica y de España..

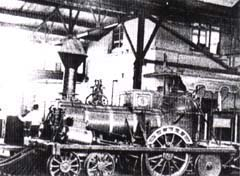
Locomotora del Ferrocarril La Habana-Güines (1837).

El Condado del Puente es un título nobiliario español creado por el Real decreto del 16 de noviembre de 1842 del regente del reino Baldomero Espartero, durante la minoridad de la reina Isabel II, y el subsiguiente Real Despacho de 1 de junio de 1845, a favor de Antonio María Escobedo y Rivero (1798-1871), Jefe de Administración Civil en Cuba, Depositario de la Local de Rentas de La Habana, Intendente Honorario de la Provincia.
Destacó por ser miembro de la Comisión Directiva que fundó el Ferrocarril La Habana-Güines que, inaugurado el 10 de noviembre de 1837, fue la primera línea férrea de Cuba, España y de Hispanoamérica. Así, se adelantó casi once años a la primera línea ferroviaria inaugurada en la España peninsular (Barcelona-Mataró) inaugurada en 1848.
Su familia procedía de San Agustín de la Florida y se estableció en Cuba a finales del siglo XVIII.
El título se encuentra caducado.

## Armas
Escudo partido. 1°., en campo de oro, un roble, de sinople, y 2°., en campo de oro, cinco escobas, de azur, puestas en aspa

## Condes del Puente
|                                       | Titular                                    | Periodo                               |
| Creado en 1845 por la reina Isabel II | Creado en 1845 por la reina Isabel II      | Creado en 1845 por la reina Isabel II |
| ------------------------------------- | ------------------------------------------ | ------------------------------------- |
| I                                     | Antonio María Escobedo y Rivero            | 1845-1867                             |
| II                                    | María Josefa de Escobedo y López de Ganuza | 1867-?                                |

## Historia de los condes del Puente
- Antonio María Escobedo y Rivero (La Habana, Cuba, 19 de abril de 1798 — 6 de octubre de 1871), I conde del Puente.

Hijo de José Marcelino Escobedo y del Olmo, Abogado, natural de San Agustín de la Florida, y María Josefa Rivero y Ayala.
Casó en La Habana, el 13 de julio de 1827, con María Anastasia Vicenta Josefa López de Ganuza y de la Barrera.
Le sucedió, por cesión inter vivos el 4 de abril de 1867, su hija:
- María Josefa Anastasia de Escobedo y López de Ganuza (La Habana, Cuba, 15 de junio de 1832 — ?), II condesa del Puente.

1. Casó en La Habana, el 22 de diciembre de 1860, con Cándido Francisco de Asís Ruíz y Adelantando.
2. Casó en La Habana, el 5 de julio de 1873, con Juan Galcerán y Bartra.

Fruto del primer matrimonio lo fue María Josefa Leonor de la Trinidad Ruíz de Escobedo (La Habana, Cuba, 26 de mayo de 1861 — ?).

NOTA: en 1950 fue solicitada la rehabilitación de esta dignidad por Julián de Ayala de la Cruz Prieto y Águeda de Azcárate y Rosell (esta última como segunda nieta de María de las Mercedes Josefa Escobedo y Rivero, hermana del I conde del Puente, de mayor derecho), luego en 1954 se personó Héctor de Ayala y Saaverio, por fallecimiento de su padre. No prosperó.
Título caducado en la actualidad.